# F Eridani
Désignations
HD 24072 : f Eri A, HR 1190, SAO 194551, CPD-38 340

f Eridani (en abrégé f Eri) est un système d'étoiles binaire ou possiblement triple de la constellation de l'Éridan, constitué des deux étoiles HD 24071 et HD 24072. Elles partagent une seule entrée dans le catalogue d'Hipparcos, HIP 17797, mais ont des entrées séparées dans le Bright Star Catalogue, HR 1189 et 1190. f Eridani est la désignation de Bayer du système.
f Eridani est visible à l'œil nu comme une seule étoile ayant une magnitude apparente de 4,25. HD 24071 brille individuellement à une magnitude apparente de 5,25 tandis que HD 24072 a une magnitude de 4,72. En date de 2009, la paire était disposée selon une distance angulaire de 8,40 secondes d'arc et avec un angle de position de 216°. Les deux étoiles présentent des parallaxes annuelles de 18,8 mas mesurées par le satellite Gaia, ce qui permet d'en déduire qu'elles sont situées à ∼ 173 a.l. (∼ 53 pc) de la Terre,. Le système est membre du groupe mouvant Toucan-Horloge, un groupe d'étoiles âgées de 45 millions d'années qui partagent un mouvement commun dans l'espace.
La composante la plus brillante, HD 24072, est une étoile bleu-blanc de la séquence principale de type spectral B9,5 Van, avec la lettre « n » dans le suffixe qui indique que son spectre présente des raies d'absorption « nébuleuses » en raison de sa rotation rapide. Elle tourne en effet sur elle-même à une vitesse de rotation projetée de 225 km/s.
HD 24071 pourrait être elle-même une binaire spectroscopique. Sa composante visible est une étoile blanche de la séquence principale de type spectral A1 Va. C'est une variable suspectée de type inconnu, montrant une amplitude de 0,05 magnitude et c'est une source de rayons X, qui pourraient provenir d'un compagnon de type G2-5V.